# Dihydroxyaceton
Dihydroxyaceton (DHA), také známý jako glyceron, je monosacharid (trióza) patřící mezi ketózy. Spolu s glyceraldehydem (aldosa) se jedná o nejjdnodušší sacharid (ketosu). Běžně vzniká z každé molekuly glukosy v metabolismu při glykolýze, kde je ale přeměněn izomerací na glyceraldehyd, který dále pokračuje v přeměně na pyruvát. Používá se hlavně jako součást přípravků na opálení bez ultrafialového záření. Obvykle se získává z rostlinných zdrojů jakými jsou cukrová řepa a cukrová třtina nebo fermentací glycerolu.

## Vlastnosti a příprava
DHA je hygroskopický bílý krystalický prášek se sladkou chutí a charakteristickým pachem. Je nejjednodušší ketózou a nemá žádné chirální centrum, a není tedy ani opticky aktivní. Obvykle se vyskytuje jako dimer (2,5-bis(hydroxymethyl)-1,4-dioxan-2,5-diol), který je rozpustný ve směsi vody a ethanolu 1:15. Právě připravený DHA se v roztoku rychle přeměňuje na monomer, který je velmi dobře rozpustný ve vodě, v ethanolu, acetonu, diethyletheru a toluenu.
DHA lze připravit, společně s glyceraldehydem, mírnou oxidací glycerolu, například za použití peroxidu vodíku a železnaté soli jako katalyzátoru. Také jej lze s vysokou výtěžností získat při pokojové teplotě oxidací glycerolu vzduchem, kyslíkem či benzochinonem za použití kationtových katalyzátorů založených na palladiu.
Dihydroxyaceton je strukturním izomerem glyceraldehydu.

## Biochemie
Fosforylovaná forma dihydroxyacetonu, dihydroxyacetonfosfát, je součástí glykolýzy a meziproduktem metabolismu fruktózy.

## Historie a použití
Schopnost DHA barvit kůži zjistili němečtí vědci ve 20. letech 20. století. Bylo zjištěno, že tato látka způsobuje zhnědnutí kůže.
V 50. letech Eva Wittgenstein z Univerzity v Cincinnati provedla další výzkum dihydroxyacetonu. Její studie zahrnovala použití DHA jako léčiva u dětí s glykogenózou. Tyto děti dostaly ústy vysoké dávky DHA a občas vylily látku na svou kůži. Zdravotníci si všimli, že kůže po několika hodinách vystavení se DHA zhnědla.
Eva Wittgenstein pokračovala s pokusy s DHA nanášením kapalných roztoků látky na svou kůži. Byla schopná zopakovat pigmentační efekt a všimla si, že DHA zřejmě neproniká přes stratum corneum (později bylo zjištěno, že tato domněnka není zcela pravdivá). Dále pokračoval výzkum schopnosti DHA změnit barvu kůže ve vztahu k léčbě pacientů s vitiligem.
Toto barvení kůže je netoxické a jedná se o důsledek Maillardovy reakce. DHA reaguje s aminokyselinami v bílkovině keratinu, hlavní složce kožního povrchu. Různé aminokyseliny reagují s DHA různými způsoby, čímž vznikají různé odstíny od žluté po hnědou; vzniklé pigmenty se nazývají melanoidiny, barvou jsou podobné melaninu, který se nachází v hlubších kožních vrstvách a je zodpovědný za zhnědnutí kůže při jejím vystavení ultrafialovému záření.

### Výroba vína
Bakterie Acetobacter aceti a Gluconobacter oxydans využívají glycerol jako zdroj uhlíku pro tvorbu dihydroxyacetonum, který z něj vzniká ketogenezí a může ovlivnit senzorickou kvalitu vína. DHA také reaguje s prolinem za tvorby specifického aromatu. Dihydroxyaceton může ve víně ovlivnit antimikrobiální aktivitu tím, jak se naváže na SO2.

## Bezpečnost
24 hodin po podání samoopalovacího přípravku (s přibližně 5 % DHA) je kůže obzvlášť náchylná k poškození volnými radikály vytvářenými působením slunečního světla. 40 minut poté, co výzkumníci aplikovali vysoké dávky DHA na vzorky kůže, zjistili, že při vystavení slunečním paprskům vzniklo o 180 % více volných radikálů než u neošetřené kůže. Další samoopalovací látka, erythrulóza, měla ve větších množstvích podobné účinky. Den po aplikaci takových přípravků by se člověk měl vyhnout přímému slunečnímu svitu a při pohybu venku by měl používat opalovací krém. Přestože jej některé samoopalovací přípravky obsahují, jeho účinek netrvá dlouho a samotné nepravé opálení nechrání kůži před ultrafialovým zářením.